# Tulú
Tulú es un corregimiento del distrito de Penonomé en la provincia de Coclé, República de Panamá. Según el censo de 2010, la localidad contaba con una población de 4624 habitantes.